# Scotogramma wrighti
Scotogramma wrighti är en fjärilsart som beskrevs av Barnes och Benjamin 1926. Scotogramma wrighti ingår i släktet Scotogramma och familjen nattflyn. Inga underarter finns listade.